# Karmelenberg

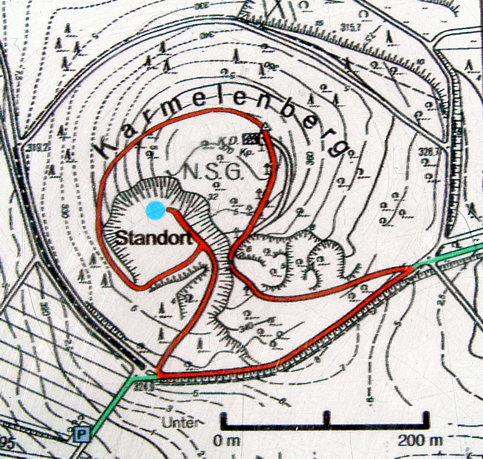
Karte des Karmelenbergs mit Wanderwegen

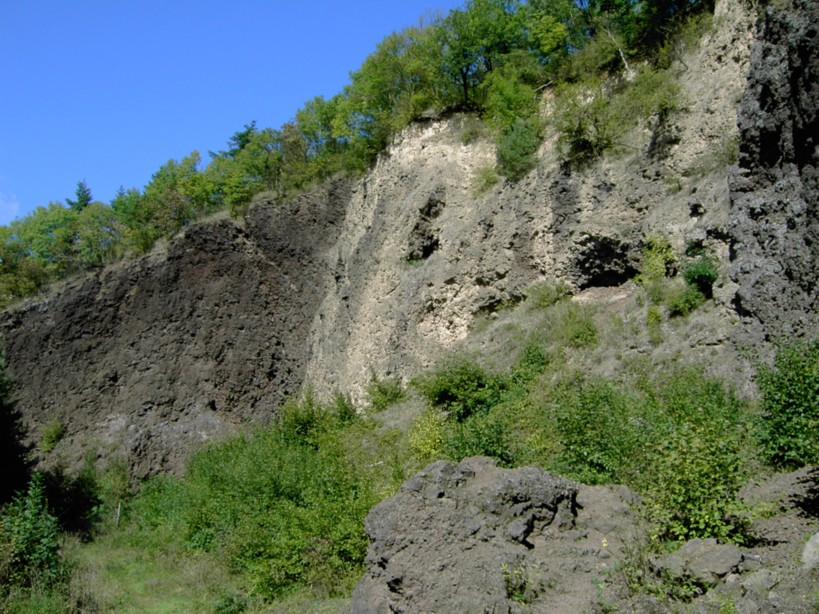
Geologischer Aufschluss am alten Steinbruch

Der Karmelenberg (bis in die Frühe Neuzeit Schweinsberg genannt) ist ein bewaldeter, vulkanischer Schlackenkegel auf dem Gebiet der rheinland-pfälzischen Ortsgemeinde Bassenheim und mit 372 m ü. NHN die höchste Erhebung der Verbandsgemeinde Weißenthurm. Die markante, weithin sichtbare Landmarke steht zur Gänze unter  Naturschutz. Sie bildet das südöstliche Ende des Osteifeler Vulkanfeldes und erhebt sich etwa 170 m über dem Hügelland der Pellenz.
Im UNO-Jahr der Berge (2002) war der Karmelenberg Berg des Monats Juni in Deutschland. Wegen seiner Ähnlichkeit mit dem Berg Karmel im Nordwesten Israels, nach dem er benannt ist, wegen der Marienkapelle auf seinem Gipfel und wegen der 340 Jahre alten Allee, die dort hinauf führt wurde der Karmelenberg in die Kandidatur aufgenommen, obwohl er die in der Ausschreibung geforderte Höhe von 500 Metern nicht erreicht. An die Ausrufung zum „Berg des Monats in Deutschland“ am 21. Juni 2002 erinnert ein Gedenkstein.
Im Rahmen des Vulkanparks (Station 21) ist der Berg touristisch erschlossen. Verschiedene Informationstafeln informieren sowohl über die vulkanische Vergangenheit als auch über die Kapelle.

## Lage
Der Karmelenberg  liegt in unmittelbarer Nähe zur A 48, an der Abfahrt Ochtendung. Nicht weit entfernt befindet ein bedeutendes eisenzeitliches Erdwerk, der Goloring. Erreichbar ist der Karmelenberg von Bassenheim aus durch eine 1,1 km lange Allee (Naturdenkmal ND-7137-386), über Ochtendung oder über die L 52 Koblenz – Polch. Der gesamte Weg von der Bassenheimer Kirche bis zum Gipfel ist 3,5 km lang. Die „Baumallee“ auf dem letzten Drittel ließ Johann Waldbott von Bassenheim nach dem Bau der Kapelle um 1670 anlegen. Ursprünglich sollen 150 Rotbuchen, Winterlinden, Stieleichen und Rosskastanien den Weg gesäumt haben. 1939 wurde die Allee wegen ihrer Einzigartigkeit unter Schutz gestellt. Orkanartige Stürme am Pfingstsonntag 2003 zerstörten 15 der alten Bäume, von denen viele trotz baumchirurgischer Behandlung im Jahr 1977 bereits gestorben waren, sodass etwa 90 noch erhalten sind. Die Lücken wurden mit Neupflanzungen gefüllt.

## Geologie
Der Schlackenkegel des Karmelenbergs ist Teil einer Vulkangruppe mit zehn Ausbruchszentren, die vor etwa 350.000 bis 300.000 Jahren aktiv war. Neben dem Karmelenberg-Hauptgipfel zählen dazu der Schweinskopf und die sog. Oberholzgruppe, von der aber keine Überreste mehr erkennbar sind. Der Schweinskopf ist durch Abbau nahezu völlig abgetragen.
Die Karmelenberggruppe liegt teilweise auf dem Randbruch des Neuwieder Beckens. An der Nordseite ist der aus Hunsrückschiefern bestehende devonische Untergrund um etwa 100 m abgesenkt. An der Südseite liegen Flussschotter der Ur-Mosel. Die drei vom Karmelenberg ausgetretenen Lavaströme sind von Bims und Löß überdeckt.

## Abbau
Der heute noch sichtbare große Steinbruch entstand im 20. Jahrhundert. Die hohen senkrechten Wände des Aufschlusses entstanden durch eine spezielle, sehr riskante Abbautechnik. Beim sog. Hohlmachen wurde am Fuß der Wand zunächst ein niedriger Hohlraum gehauen und mit Holz abgestützt. Nach dem Wegsprengen der Holzstützen brach die Wand großflächig nach unten weg.

## Naturschutzgebiet
Das „Naturschutzgebiet Karmelenberg“ (NSG-7137-031) hat eine Größe von 10,74 ha. Die Unterschutzstellung erfolgte am 7. Mai 1981 durch die Bezirksregierung Koblenz.
Der Schutzzweck ist die Erhaltung des Karmelenberges aus wissenschaftlichen und landeskundlichen Gründen wegen seiner geologischen Beschaffenheit einschließlich seiner Aufschlüsse, als Lebensraum seltener in ihrem Bestand bedrohter wildwachsender Pflanzen und wegen seiner landschaftsbestimmenden besonderen landschaftlichen Schönheit und Eigenart.